# Gabrielle Royová
Gabrielle Royová (22. března 1909 Winnipeg – 13. července 1983 Québec) byla kanadská frankofonní spisovatelka. Bývá označována za nejvýznamnějšího francouzsky píšícího kanadského autora. Třikrát získala cenu generálního guvernéra, nejprestižnější kanadské literární ocenění, v roce 1947 za Bonheur d'occasion, v roce 1957 za Rue Deschambault, v roce 1977 Ces enfants de ma vie. Za knihu Bonheur d'occasion, svou prvotinu, v níž vykreslila ostře realistický portrét lidí ze Saint-Henri, dělnické čtvrti Montréalu, získala v roce 1947 i francouzské ocenění Prix Femina. V roce 1967 se stala rytířem Řádu Kanady. Původním povoláním byla učitelka. Poté pracovala jako novinářka v časopisech La Revue Moderne a Le Bulletin des agriculteurs. Po obrovském úspěchu své prvotiny se začala živit literaturou.